# Parlapatões
Parlapatões, Patifes e Paspalhões é um grupo de teatro e comédia de São Paulo, Brasil formado em 1991. Foi formado inicialmente por Alexandre Roit e Hugo Possolo, aos quais se juntaram temporariamente Jairo Mattos e Arthur Leopoldo Silva no ano seguinte.

## Histórico
Alexandre Roit e Hugo Possolo conhecem-se na Escola de Circo de Santo André e formam o grupo em 1991, passando a realizar seus números na rua. Ao longo dos primeiros anos de atividade, a produção do grupo privilegiou a rua como espaço cênico e as técnicas circenses aliadas ao clown.
Neste ano, Hugo Possolo escreve o espetáculo Parlapatões, Patifes e Paspalhões, foi a primeira tentativa de levar elementos do teatro de rua e de circo para dentro da sala de espetáculo; com o sucesso da montagem teatral, o nome passa a ser a denominação do grupo a partir de 1992.
A montagem Sardanapalo foi destaque da Jornada SESC de Teatro de 1993, o espetáculo permaneceu dois anos em cartaz projetando nacionalmente o nome do grupo. Em 1994 Raul Barretto passa a integrar o grupo, formando o seu trio central que durou quase dez anos.
Em agosto de 2002, foi publicado o livro Riso em Cena – os dez anos de estrada dos Parlapatões, do jornalista Valmir Santos em parceria com o Sesc, com depoimentos de diversos artistas e intelectuais, além de um panorama fotográfico da trajetória dos primeiros dez anos de atividades.
O grupo ainda encontra-se em atividade, mantendo uma agenda de eventos. Usam a comédia, circo e teatro de palco e de rua. Além de seus espetáculos, mantêm o seu teatro, o Espaço Parlapatões e o Galpão Parlapatões, centro de ensaios, treinamento e cursos geridos pelo grupo.

## Realizações[2]
- 1991: Bem Debaixo do Seu Nariz,
- 1991: Nada de Novo,Pia Fraus,circo roda
- 1991: Parlapatões, Patifes e Paspalhões,
- 1993: Sardanapalo,
- 1995: Zérói (que obteve destaque no Festival de Teatro de Porto Alegre[3]),
- 1996: U Fabuliô,
- 1997: Piolim,
- 1998: ppp@WllmShkspr.br,
- 1998: Não Escrevi Isso,
- 1998: De Lá Prá Cá, De Cá Prá Lá,
- 1999: Os Mané, Poemas Fesceninos, Mistérios Gulosos, Água Fora da Bacia (espetáculos breves, nascidos de improvisos),
- 2000: Um Chopes, Dois Pastel e Uma Porção de Bobagem,
- 2001: Pantagruel (marcando o aniversário de dez anos de existência do grupo),
- 2002: Sardanapalo,
- 2003: As Nuvens e/ou Um Deus Chamado Dinheiro
- 2004: O Bricabraque (espetáculo infantil),
- 2004: Os Reis do Riso,
- 2005: Farsa Quixotesca,
- 2006: Hércules,
- 2006: Stapafúrdyo,
- 2007: Parlapatões Clássicos do Circo (espetáculo infantil),
- 2008: Bolinha e Bolão (espetáculo infantil),
- 2008: Vaca de Nariz Sutil,
- 2009: O Papa e a Bruxa,
- 2009: São Paulo Fashion Clown,
- 2009: A Missa do Galho,
- 2010: DNA – somos todos muitos iguais,
- 2011: Ridículos Ainda e Sempre (marcando o aniversário de vinte anos de existência do grupo),
- 2012: Nóis Otário[s] (peça que discutia a corrupção do Brasil),
- 2013: Parlapatões Revistam Angeli (parceria de texto de Hugo Possolo e Angeli),

## Prêmios e indicações[3]
- 1995: vencedor do Prêmio Estímulo, da Secretaria de Estado da Cultura de São Paulo,
- 1997: indicado ao Prêmio Shell, na categoria especial,
- 1997: indicado ao Prêmio Mambembe, da Funarte,
- 1997: vencedor do Prêmio Estímulo “Flávio Rangel”,
- 1997: vencedor do Grande Prêmio da Crítica 97, da Associação Paulista de Críticos de Arte (APCA),
- 1998: vencedor do Prêmio Associação dos Produtores de Espetáculos Teatrais do Estado de São Paulo (APETESP), na categoria melhor direção,
- 1998: indicado ao Prêmio Associação dos Produtores de Espetáculos Teatrais do Estado de São Paulo (APETESP), nas categorias ator protagonista e espetáculo,
- 1998: indicado ao Prêmio Coca-Cola de Teatro Jovem, na categoria melhor cenografia e na categoria especial,
- 2001: vencedor do Prêmio Estímulo “Flávio Rangel”,
- 2015: vencedor do Prêmio Zé Renato.